# Aeródromo Pulticub
El Aeródromo de Pulticub (Código DGAC: PTU) es un pequeño aeropuerto ubicado en la costa del municipio de Bacalar en Quintana Roo y es operado por V.I.P. Servicios Aéreos Ejecutivos S.A. Cuenta con una pista de aterrizaje de 999 metros de largo y 23 metros de ancho, una plataforma de aviación de 2,400 metros cuadrados (60m x 40m), edificio terminal y una calle de rodaje de 10 metros de ancho que conecta la pista con la plataforma. Actualmente solo se utiliza con propósitos de aviación general.